# Tiszaligeti stadion
A tiszaligeti stadion egy labdarúgó-stadion Szolnokon, a város tiszaligeti részén, tehát a Tisza bal partján. Jelenleg a Szolnoki MÁV FC játssza pályáján hazai mérkőzéseit. A Stadiont 1974-ben adták át. A nyitómérkőzést a magyar válogatott játszotta. Az 1974. december 4-én megrendezett találkozón Svájc együttesét 1-0-ra verte a magyar nemzeti csapatunk. 2016-ban átadták a városnak a teljesen újjáépült stadiont.

## Jellemzői
A Stadion újjáépítési munkálatai 2012 nyarán kezdődtek. Első ütemben a centerpálya teljes cseréje valósult meg, melynek során kialakításra került a pálya fűtése is. Ezzel egy időben készült el a villanyvilágítás 2013 tavaszára. Ugyanezen év őszén indul el az új főépület, valamint a hozzá kapcsolódó Keleti-oldali lelátó építése a különálló Északi-oldali lelátóval együtt. 2015 nyarán a régi főlelátó is elbontásra került, helyére egy 1500 fős fedett épült. A stadion energiaigényét 61 °C-os termálvízzel, a víz mellett feltörő metánból előállított villamosenergiával valamint egy napelemparkkal fedezik. A teljes újjáépítés 2 milliárd forintba került. A Stadionavatóra 2016. április 9-én került sor, befogadóképessége 3437 fő.
A futballpálya körül műfüves pálya található, amit 2009-ben építettek. Villanyvilágítás van. A régi stadion nyitómeccsét 1974 december 4-én rendezték, ahol Magyarország Svájcot fogadta és győzte le 1:0-ra 20 000 néző előtt. A magyar válogatott a következő összeállításban szerepelt: Mészáros Ferenc — Török Péter, Nagy III. János, Dunai III. Ede, Tóth József — Halmosi Zoltán (46’ Kolár Endre), Csapó Károly (73’ Kiss Tibor), Horváth II. József — Fazekas László, Bene Ferenc (73’ Máté János), Nagy László. Szövetségi kapitány: Moór Ede. A csapat Fazekas 42. percben lőtt 11-es góljával 1-0-ra legyőzte a svájciakat. E győzelemmel vette kezdetét a stadion története.
Eleinte a Szolnoki MTE, majd a MÁV-MTE otthona. A '90-es években csak utánpótláscsapatok használták, 2000 környékén költözött vissza a MÁV FC. A sporttelephez tartozó salak- (2009-től részben műfüves) pályákon városi kispályás labdarúgó bajnokságok és egyéb tömegsportrendezvények rendezhetők meg. A '90-es évek elején épül fel a sporttelep egyik bitumenes kézilabda pályája helyén a Szolnoki Olaj KK csarnoka. Fontosabb mérkőzés még: MNK-döntő 1988: Békéscsabai Előre - Bp. Honvéd (3-2), 7000 néző. Az itt játszó Szolnoki MÁV FC 2009-2010-es NB II-es bajnokság keleti csoportjában első helyen végzett, így 62 év után újra az NB I-ben szerepelhet.

### Válogatott mérkőzés a stadionban
| Dátum             | Kiírás     | Ellenfél | Eredmény | Nézőszám |
| ----------------- | ---------- | -------- | -------- | -------- |
| 1974. december 4. | Barátságos | Svájc    | 1-0      | 20.000   |

### Fontosabb mérkőzések
| Dátum            | Hazai csapat         | Eredmény | Vendégcsapat    | Kiírás                     | Nézőszám |
| ---------------- | -------------------- | -------- | --------------- | -------------------------- | -------- |
| 1988. június 14. | Békéscsabai Előre SC | 3 – 2    | Budapest Honvéd | Magyar Népköztársaság-kupa | 7000     |

## Nézőcsúcsok

### Válogatott
| Dátum             | Kiírás     | Ellenfél | Eredmény | Nézőszám |
| ----------------- | ---------- | -------- | -------- | -------- |
| 1974. december 4. | Barátságos | Svájc    | 1-0      | 20.000   |

### Bajnokságok
| Dátum               | Kiírás | Ellenfél        | Eredmény | Nézőszám |
| ------------------- | ------ | --------------- | -------- | -------- |
| 2006. augusztus 19. | NBII   | Ferencvárosi TC | 5–2      | 10.000   |